# Sayako Kuroda
In deze Japanse naam is Kuroda de geslachtsnaam.
Sayako Kuroda (Japans: 黒田 清子, Kuroda Sayako) (Tokio, 18 april 1969) is het derde kind en de enige dochter van de Japanse oud-keizer Akihito en diens echtgenote Michiko. 
Ze verloofde zich officieel in maart 2005 met de planoloog Yoshiki Kuroda. Het paar is op 15 november 2005 in het huwelijk getreden. Bij haar huwelijk gaf ze conform de wet haar titel op van prinses en sindsdien is ze geen officieel lid meer van het Japanse Keizerlijk Huis. Ze nam bij haar huwelijk de geslachtsnaam aan van haar echtgenoot. 